# センテナリー・クウェイク
センテナリー・クウェイク（Centenary Quaich）は、ラグビーアイルランド代表とラグビースコットランド代表の間で行われるラグビーユニオンの定期戦。シックス・ネイションズの一環として行われている。

## 概要

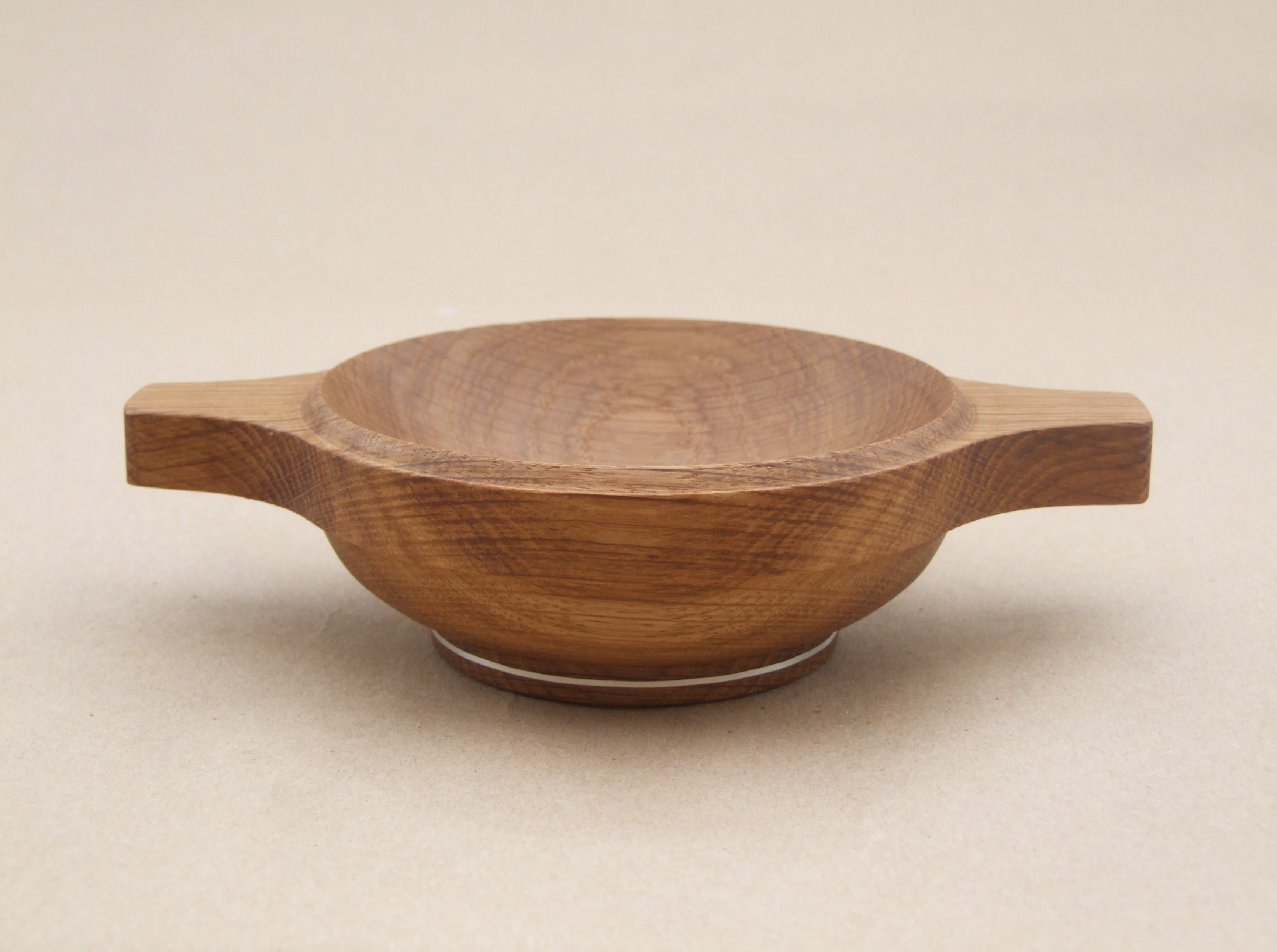
樫の木で作られたクウェイク

1989年、国際ラグビーフットボール評議会（IRFB）創立100周年を機に創立された賞。IRFBは、現在のワールドラグビーであり、ラグビーユニオンの国際統括団体である。
クウェイク（quaich）とは、スコットランド伝統の「浅い酒杯」のことで、左右に持ち手がついているもの。伝統的なものは木製だが、石、しんちゅう、銀などでも作られる。
勝利チームに授与されるカップも、左右に取っ手がついた「浅い酒杯」の形をしている。
第1回の対戦はスコットランドのエディンバラで行われ、以後、アイルランドのダブリンと交互に開催している。

## 結果
2025年まで37回対戦が行われ、アイルランドが22勝、スコットランドが14勝、引き分けが1回となっている。引き分けの場合は、どちらも勝者にはならない。
| 回 | 年   | 開催日  | 勝者           | 得点 ホーム対アウェー | 会場                                         | レポート      |
| -- | ---- | ------- | -------------- | --------------------- | -------------------------------------------- | ------------- |
| 1  | 1989 | 3月4日  | スコットランド | 37–21                 | マレーフィールド・スタジアム（エディンバラ） | [ 5 ]         |
| 2  | 1990 | 2月3日  | スコットランド | 10–13                 | ランズダウン・ロード（ダブリン）             | [ 6 ]         |
| 3  | 1991 | 3月16日 | スコットランド | 28–25                 | マレーフィールド・スタジアム（エディンバラ） | [ 7 ]         |
| 4  | 1992 | 2月15日 | スコットランド | 10–18                 | ランズダウン・ロード（ダブリン）             | [ 8 ]         |
| 5  | 1993 | 1月16日 | スコットランド | 15–3                  | マレーフィールド・スタジアム（エディンバラ） | [ 9 ]         |
| 6  | 1994 | 3月5日  | 引き分け       | 6–6                   | ランズダウン・ロード（ダブリン）             | [ 10 ]        |
| 7  | 1995 | 2月4日  | スコットランド | 26–13                 | マレーフィールド・スタジアム（エディンバラ） | [ 11 ]        |
| 8  | 1996 | 1月20日 | スコットランド | 10–16                 | ランズダウン・ロード（ダブリン）             | [ 12 ]        |
| 9  | 1997 | 3月1日  | スコットランド | 38–10                 | マレーフィールド・スタジアム（エディンバラ） | [ 13 ]        |
| 10 | 1998 | 2月7日  | スコットランド | 16–17                 | ランズダウン・ロード（ダブリン）             | [ 14 ]        |
| 11 | 1999 | 3月20日 | スコットランド | 30–13                 | マレーフィールド・スタジアム（エディンバラ） | [ 15 ]        |
| 12 | 2000 | 2月19日 | アイルランド   | 44–22                 | ランズダウン・ロード（ダブリン）             | [ 16 ]        |
| 13 | 2001 | 9月22日 | スコットランド | 32–10                 | マレーフィールド・スタジアム（エディンバラ） | [ 17 ]        |
| 14 | 2002 | 3月2日  | アイルランド   | 43–22                 | ランズダウン・ロード（ダブリン）             | [ 18 ]        |
| 15 | 2003 | 2月16日 | アイルランド   | 6–36                  | マレーフィールド・スタジアム（エディンバラ） | [ 19 ]        |
| 16 | 2004 | 3月27日 | アイルランド   | 37–16                 | ランズダウン・ロード（ダブリン）             | [ 20 ]        |
| 17 | 2005 | 2月12日 | アイルランド   | 13–40                 | マレーフィールド・スタジアム（エディンバラ） | [ 21 ]        |
| 18 | 2006 | 3月11日 | アイルランド   | 15–9                  | ランズダウン・ロード（ダブリン）             | [ 22 ]        |
| 19 | 2007 | 3月10日 | アイルランド   | 18–19                 | マレーフィールド・スタジアム（エディンバラ） | [ 23 ]        |
| 20 | 2008 | 3月9日  | アイルランド   | 34–13                 | クローク・パーク（ダブリン）                 | [ 24 ]        |
| 21 | 2009 | 3月14日 | アイルランド   | 15–22                 | マレーフィールド・スタジアム（エディンバラ） | [ 25 ]        |
| 22 | 2010 | 3月20日 | スコットランド | 20–23                 | クローク・パーク（ダブリン）                 | [ 26 ]        |
| 23 | 2011 | 2月27日 | アイルランド   | 18–21                 | マレーフィールド・スタジアム（エディンバラ） | [ 27 ]        |
| 24 | 2012 | 3月10日 | アイルランド   | 32–14                 | アビバ・スタジアム（ダブリン）               | [ 28 ]        |
| 25 | 2013 | 2月24日 | スコットランド | 12–8                  | マレーフィールド・スタジアム（エディンバラ） | [ 29 ]        |
| 26 | 2014 | 2月2日  | アイルランド   | 28–6                  | アビバ・スタジアム（ダブリン）               | [ 30 ]        |
| 27 | 2015 | 3月21日 | アイルランド   | 10–40                 | マレーフィールド・スタジアム（エディンバラ） | [ 31 ]        |
| 28 | 2016 | 3月19日 | アイルランド   | 35–25                 | アビバ・スタジアム（ダブリン）               | [ 32 ]        |
| 29 | 2017 | 2月4日  | スコットランド | 27–22                 | マレーフィールド・スタジアム（エディンバラ） | [ 33 ]        |
| 30 | 2018 | 3月10日 | アイルランド   | 28–8                  | アビバ・スタジアム（ダブリン）               | [ 34 ]        |
| 31 | 2019 | 2月9日  | アイルランド   | 13–22                 | マレーフィールド・スタジアム（エディンバラ） | [ 35 ]        |
| 32 | 2020 | 2月1日  | アイルランド   | 19–12                 | アビバ・スタジアム（ダブリン）               | [ 36 ]        |
| 33 | 2021 | 3月14日 | アイルランド   | 24–27                 | マレーフィールド・スタジアム（エディンバラ） | [ 37 ]        |
| 34 | 2022 | 3月19日 | アイルランド   | 26–5                  | アビバ・スタジアム（ダブリン）               | [ 38 ]        |
| 35 | 2023 | 3月12日 | アイルランド   | 7–22                  | マレーフィールド・スタジアム（エディンバラ） | [ 39 ]        |
| 36 | 2024 | 3月17日 | アイルランド   | 17–13                 | アビバ・スタジアム（ダブリン）               | [ 40 ] [ 41 ] |
| 37 | 2025 | 2月9日  | アイルランド   | 18-32                 | マレーフィールド・スタジアム（エディンバラ） | [ 42 ] [ 43 ] |